# Коршівська сільська територіальна громада
Коршівська сільська громада — територіальна громада в Україні, в Коломийському районі Івано-Франківської області. Адміністративний центр — село Коршів.
Площа громади — 130,9 км², населення — 8 355 мешканців (2020).
Утворена 25 травня 2018 року шляхом об'єднання Жукотинської та Коршівської сільських рад Коломийського району.
12 червня 2020 року розширена шляхом долучення Ліснослобідської та Черемхівської сільських рад Коломийського району.

## Населені пункти
До складу громади входять 8 сіл:
- Богородичин
- Жукотин
- Казанів
- Коршів
- Ліски
- Лісна Слобідка
- Михалків
- Черемхів